# Пентан
Пентан је пети члан хомологног реда алкана; угљоводоник са молекулском формулом CH3(2)33. Постоје три изомера пентана: н-пентан (нормалан пентан), 2-метилбутан (познат и као изопентан) и 2,2-диметилпропан (познат и као неопентан).
Веома је запаљив и најчешће се добија из нафте.